# Кох, Карл Отто
Карл О́тто Кох (нем. Karl Otto Koch, 2 августа 1897 — 5 апреля 1945) — штандартенфюрер СС, комендант Заксенхаузена (июль 1936—июль 1937), первый комендант нацистского концентрационного лагеря Бухенвальд (с 1937 по 1941 годы), позже комендант лагеря Майданек в Люблине.

## Биография
До Первой мировой войны Карл Кох работал банковским клерком. Во время войны был захвачен в плен британскими войсками и до 1919 года находился в плену.
В 1930 году Кох вступил в НСДАП, а вскоре и в СС. В 1934 году был назначен комендантом концлагеря в Лихтенбурге, в 1936 переведён в Заксенхаухзен. Вскоре он женился на Ильзе Кёлер, с которой был знаком уже два года, и которая тоже работала в Заксенхаузене. Ильза приняла фамилию мужа. В 1937 году Кох стал первым комендантом только что созданного лагеря Бухенвальд. Ильза переехала вместе с мужем и позже стала одним из надзирателей Бухенвальда.
Карлу и особенно Ильзе Кох, которую часто называют «Ведьмой Бухенвальда» (нем. Die Hexe von Buchenwald) приписываются жестокие убийства и пытки заключённых. Существует легенда о том, что дома у Кохов хранились абажуры, изготовленные из человеческой кожи, однако на послевоенном процессе над Ильзой Кох достоверных доказательств этого предъявлено не было.
В сентябре 1941 года Кох стал комендантом лагеря Майданек. Меньше чем через год (24 августа 1942) он был отстранён от должности из-за подозрений в коррупции и присвоении казённого имущества. В следующем году в рамках расследования случаев коррупции в СС Коху были предъявлены обвинения в убийстве врача Вальтера Кремера (Walter Krämer) и его помощника, Карла Пейкса, которые ранее лечили его от сифилиса и могли разгласить эту информацию. Дело вёл судья Конрад Морген, расследовавший и другие преступления, совершённые должностными лицами в концлагерях. Ильза Кох обвинялась в присвоении крупной суммы, но была оправдана, а Карл Кох был признан виновным в убийстве и приговорён к смертной казни через расстрел. Смертный приговор был приведён в исполнение 5 апреля 1945 года.

### Послевоенная судьба Ильзы Кох
По поводу послевоенной судьбы Ильзы Кох существуют различные версии. По одним данным она была приговорена американским военным трибуналом к пожизненному заключению, по другим американский трибунал оправдал её в 1951 году, апеллируя это отсутствием доказательств распоряжений по убийству людей, также сторона обвинения не смогла доказать её причастность к изготовлению предметов из человеческой кожи, она была освобождена в зале суда, но сразу после выхода из здания суда вновь была задержана, и затем предстала уже перед немецким судом, который приговорил её к пожизненному заключению. В любом случае она содержалась в баварской тюрьме.
1 сентября 1967 года, находясь в тюрьме, Ильза Кох совершила самоубийство.

## Награды[3]
- Железный крест 2-го класса
- Нагрудный знак пилота-наблюдателя (Пруссия)
- Нагрудный знак «За ранение» в чёрном
- Почетный крест ветерана войны с мечами
- Кольцо «Мёртвая голова»
- Почетная шпага рейхсфюрера СС
- Крест Военных заслуг 2-го и 1-го класса с мечами
- Золотой партийный знак НСДАП